# Jardín Botánico de Entebbe
El Jardín Botánico de Entebbe (en inglés: Entebbe Botanic Gardens) es un jardín botánico de 40,7 hectáreas de extensión, que se encuentra en Entebbe, Uganda. Es miembro del BGCI y presenta trabajos para la Agenda Internacional para la Conservación en los Jardines Botánicos, su código de identificación internacional como institución botánica, así como de su herbario es KAW.

## Localización
Se encuentra situado a unos 34 kilómetros de Entebbe, en la orilla norte del lago Victoria, en un lugar estratégico próximo al aeropuerto internacional y a la capital Kampala.
Entebbe Botanic Gardens
National Agricultural Research Organization, P.O. Box 40, Entebbe, Uganda.
- Promedio Anual de Lluvias : 1623 mm
- Altitud: 1134 m s. n. m.

Se encuentra abierto al público en general con una tarifa de entrada.

## Historia
Establecido en 1898 y creado en 1901, en las orillas del lago Victoria, el lago más grande de África. 
El jardín botánico fue reacondicionado en 1998.

## Colecciones
Presenta una colección general de plantas herbáceas, plantas perennes, árboles y arbustos tropicales. 
Zona de selva autóctona remanente donde abundan las aves de la zona.
Sus colecciones según el censo de 1998, están compuestas de 309 especies, 199 indígenas de Uganda, 122 de ellas con conocidas propiedades medicinales y 110 exóticas. 
Son de destacar sus colecciones especiales de Acanthospermum hispidum, Ageratum conyzoides, Bidens pilosa, Chenopodium murale, Commelina benghalensis, Conyza bonariensis, Crassoceph
- Banco de germoplasma
- Herbario

## Actividades
En este centro se despliegan una serie de actividades a lo largo de todo el año:
- Programas de conservación
- Programas de conservación « Ex Situ »
- Estudios de nutrientes de plantas
- Ecología
- Conservación de Ecosistemas
- Programas educativos
- Etnobotánica
- Exploración
- Restauración Ecológica
- Sistemática y Taxonomía
- Sostenibilidad
- Index Seminum